# Либерално-демократска партија Русије
Либерално-демократска партија Русије (рус. Либерально-демократическая партия России; скраћено ЛДПР) је ултранационалистичка партија у Руској Федерацији. Њен оснивач и дугогодишњи председник до своје смрти 2022. године био је Владимир Жириновски.

## Странка
Либерално-демократска партија Русије је основана 13. децембра 1989. године под именом Либерално-демократска партија Совјетског Савеза и од тада је њен председник Владимир Жириновски.
Иако ЛДПР има назив либералне партије, она према оценама политичких аналитичара нема никакве везе са либерализмом, већ са конзервативизмом и национализмом, а све у жељи стварања Руске Империје.
ЛДПР делује и у Белорусији и Придњестровљу.
У току је процес којим ЛДПР окупља мале националистичке партије и покрете у Русији, те планира да их све обједини у једну уједињену организацију под називом Руска национална странка.
Након смрти Владимира Жириновског за председника странке је именован Леонид Слуцки.

## Прокламовани циљеви
Циљеви партије су:
- уједињење Русије и осталих околних држава у којима Руси у великом броју живе
- репресивна борба против криминала и корупције
- реформа правосудног система и пооштравање кривичних закона
- право свих Руса на посао и пристојну зараду
- радикална реформа социјалног система
- државни монопол над стратешким ресурсима попут електричне енергије и осталим националним ресурсима Русије

## Изборни успеси
Председнички 
- 1991, председнички избори — 8% (кандидат Владимир Жириновски)
- 1996, председнички избори — 6% (кандидат Владимир Жириновски)
- 2000, председнички избори — 2,7% (кандидат Владимир Жириновски)
- 2004, председнички избори (кандидат Олег Малишкин) — 2%
- 2008, председнички избори — 9,35% (кандидат Владимир Жириновски)
- 2012, председнички избори — 6,2% (кандидат Владимир Жириновски)

Парламентарни
- 1993, избори за Думу — 23%
- 1995, избори за Думу — 11%
- 1999, избори за Думу — 5,98% (коалиција под називом Жириновски блок)
- 2003, избори за Думу — 12%
- 2007, избори за Думу — 8,8%
- 2011, избори за Думу — 12,6%
- 2016, избори за Думу — 13,14%
- 2021, избори за Думу — 7,55%

На покрајинским нивоу у Русији, ЛДПР има подршку и до 30% гласова.

## Српска радикална странка
Лидер Либерално-демократске партије Русије Владимир Жириновски је велики пријатељ са лидером Српске радикалне странке Војиславом Шешељем. На позив Шешеља, Жириновски је више пута боравио у Србији деведесетих година.